# 北科夫鎮區 (北卡羅萊納州麥克道威縣)
北科夫鎮區（英語：North Cove Township）是位於美國北卡羅萊納州麥克道威縣的一個鎮區。

## 地方資料
北科夫鎮區的面積為217.30平方千米，皆為陸地。根據2020年美國人口普查的數據，當地共有人口2813人，而人口密度為每平方千米12.95人。